# Lasioglossum imbecillum
Lasioglossum imbecillum is een vliesvleugelig insect uit de familie Halictidae. De wetenschappelijke naam van de soort is voor het eerst geldig gepubliceerd in 1974 door Ebmer.